# Fierma-Haj
Fierma-Haj (biał. Ферма-Гай; ros. Ферма-Гай, Fierma-Gaj) – wieś na Białorusi, w obwodzie mińskim, w rejonie dzierżyńskim, w sielsowiecie Dzierżyńsk.